# Saint Louis, roi de France, et un page
Saint Louis, roi de France, et un page (en espagnol : San Luis, rey de Francia) est un tableau peint par Le Greco entre 1590 et 1597.

## Description et histoire
Conservé au musée du Louvre à Paris qui l'a acquis en 1903, le tableau mesure 117 cm de haut sur 95 cm de large. Il représente le roi de France[Quoi ?] Saint Louis couronné, en armure à mi-cuisse, tenant le sceptre à fleur de lys et la main de justice, les regalia du royaume de France. À son côté gauche, un jeune page vêtu d'un pourpoint et d'une chemise au col et manches à fraise porte son casque. Ils sont vêtus à la mode de la fin du XVIe siècle avec une influence vénitienne, rappelant la formation initiale du peintre. L'armure du roi rappelle sa participation à la Septième et Huitième Croisade et sa défense de la Chrétienté. 
Il s'agit de l'une des œuvres les plus véristes du Gréco. Saint Louis, petit-fils d'Alphonse VIII de Castille, était à l'époque également fort révéré en Espagne, pour laquelle il faut attendre 1671 pour la canonisation d'un roi, en la personne de Ferdinand III de Castille. La peinture aurait été commandée par Luis de Castilla, ami et futur exécuteur testamentaire du Greco, qui voulait une représentation de son saint patron. 
Une restauration a permis de révéler récemment un paysage urbain en arrière-plan, qui est probablement une représentation de Tolède. Ce tableau aurait été à une certaine époque dans la collection du château de Chenonceau.
À l'occasion de la rénovation des grandes galeries hispaniques, le Musée du Louvre prête pour quelques mois cette œuvre au 
Musée Goya de Castres en 2025.